# Malthodes tartusensis
Malthodes tartusensis es una especie de coleóptero de la familia Cantharidae.

## Distribución geográfica
Habita en Siria.